# Нанаев, Акматбек Касымкулович
Акматбек Касымкулович Нанаев — советский хозяйственный, государственный и политический деятель.

## Биография
Родился в 1941 году во Фрунзе. Член КПСС.
С 1958 года — на хозяйственной, общественной и политической работе. В 1958—2000 гг. — слесарь-инструментальщик высшего разряда, секретарь комитета комсомола на Фрунзенском заводе физических приборов, второй секретарь Фрунзенского горкома комсомола, освобожденный секретарь партийного комитета ФЗФП, председатель Октябрьского райисполкома г. Фрунзе, первый секретарь Свердловского райкома партии г. Фрунзе, председатель Фрунзенского горисполкома, постоянный представитель Республики Кыргызстан при Кабинете Министров СССР, Чрезвычайный и Полномочный Посол Кыргызской Республики в Российской Федерации.
Избирался депутатом Верховного Совета Киргизской ССР 12-го созыва.
Умер в Москве в 2000 году.